# STS-48
STS-48 (englisch Space Transportation System) ist eine Missionsbezeichnung für das US-amerikanische Space Shuttle Discovery (OV-103) der NASA. Der Start erfolgte am 12. September 1991. Es war die 43. Space-Shuttle-Mission und der 13. Flug der Raumfähre Discovery.

## Mannschaft
- John Creighton (3. Raumflug), Kommandant
- Kenneth Reightler (1. Raumflug), Pilot
- James Buchli (4. Raumflug), Missionsspezialist
- Charles Gemar (2. Raumflug), Missionsspezialist
- Mark Brown (2. Raumflug), Missionsspezialist

## Missionsüberblick
Der Start erfolgte am 12. September 1991. Er hatte sich um 14 Minuten verzögert aufgrund eines Kommunikationsproblems zwischen dem Kennedy Space Center und der Missionszentrale in Houston. Das Startgewicht betrug 108.890 kg.
Die Hauptnutzlast, der Upper Atmosphere Research Satellite (UARS), wurde am dritten Flugtag (MET 2/05:12) ausgesetzt. Der 6,5 Tonnen schwere Satellit führte eine der detailliertesten Studien der Erdatmosphäre durch und erforschte im Rahmen der internationalen Mission zum Planeten Erde die Troposphäre und maß dabei u. a. Ozonkonzentration, Windgeschwindigkeiten sowie solare und interstellare Strahlung.
Weitere Shuttle-Nutzlasten waren: Ascent Particle Monitor (APM); Middeck 0-Gravity Dynamics Experiment (MODE); Shuttle Activation Monitor (SAM); Cosmic Ray Effects and Activation Monitor (CREAM); Physiological and Anatomical Rodent Experiment (PARE); Protein Crystal Growth II-2 (PCG II-2); Investigations into Polymer Membrane Processing (IPMP) und das Air Force Maui Optical Site (AMOS) Experiment.
Die Landung erfolgte am 18. September um 7:38 Uhr UTC auf Landebahn 22 der Edwards Air Force Base in Kalifornien. Es war die fünfte Nachtlandung des Shuttle-Weltraumprogrammes. Die Landung war ursprünglich im Kennedy Space Center vorgesehen, aber wegen Schlechtwetters nach Edwards verlegt worden. Der Orbiter kehrte am 26. September nach Florida zurück. Das Landegewicht betrug 87.444 kg.